# 特拉吉克角
68°0′S 66°48′W / 68.000°S 66.800°W
特拉吉克角（Tragic Corner），是南極洲的海岬，位於葛拉漢地的法利埃海岸，處於托德冰川和麥克拉里冰川之間的博爾丁嶺東北端，海拔高度約750米，現時由南極條約體系管理。